# 贓物衣料切符事件
贓物衣料切符事件（ぞうぶついりょうきっぷじけん）とは、1949年（昭和24年）に茨城県で発生した横領事件と、それに伴った冤罪事件である。

## 概要
1949年6月、茨城県西茨城郡笠間町（現在の笠間市）の西茨城地方事務所吏員の男X（当時51歳）が、職場にあった普通衣料切符用紙1万2千枚を横領し、多数の知人に分け与えたとして起訴された。後の裁判でXは懲役1年6か月の有罪判決を受けた。
ほどなくして、同県岩瀬町（現在の桜川市）の食品会社社長の男性A（当時32歳）が、Xからおよそ2千枚の衣料切符を受け取ったとして逮捕、起訴された。
Aは一貫して容疑を否認し、またXも裁判ではAに衣料切符を譲ったことはないとの証言に転じたにもかかわらず、1951年3月15日に一審水戸地裁で、1952年12月26日に二審東京高裁でAは贓物罪で懲役6か月、執行猶予3年の有罪判決を受けた。Aは最高裁へ上告した。
1956年9月14日、最高裁は原判決と一審判決を破棄し、審理を水戸地裁へ差戻した。その後、水戸地裁はAに無罪を言い渡した。

## その後
Aは自由民主党所属である荒舩清十郎議員の秘書となったが、政党の垣根を越えて松川事件の被告人たちへの支援も行った。